# الدوري النمساوي 2003–04
بوندسليغا النمسا لكرة القدم 2003-04 (بالألمانية: Österreichische Fußballmeisterschaft 2003/04)‏ هو الموسم 93 من  بوندسليغا النمسا لكرة القدم. أشرف على تنظيمه اتحاد النمسا لكرة القدم، وكان عدد الأندية المشاركة فيه  10، وفاز فيه غراتزر أي كاي.